# Кильдямцы
Кильдя́мцы (якут. Киллэм) — село на территории городского округа «Город Якутск», Республики Саха (Якутия) России. Входит в состав Тулагино-Кильдямского наслега. Население — 291 чел. (2021), большинство — якуты . 

## География
Кильдямцы находится в Центральной Якутии, в долине Туймаада, на левом берегу долины р. Лены, в 31 км к северу от г. Якутска, в 5 км от села Тулагино.
уличная сеть
По данным на 2009 год уличная сеть состояла из трёх географических объектов, общей протяжённостью в 2000 метров. Вид дорожного полотна — асфальтобетон, грунт.
| N | Название улицы | протяженность в метрах | Вид дорожного полотна |
| - | -------------- | ---------------------- | --------------------- |
| 1 | Труда          | 800                    | Грунт                 |
| 2 | Уваровского    | 700                    | Асфальтобетон         |
| 3 |                | 500                    | Грунт                 |
|   | Итого:         | 2 000                  |                       |

Климат
Климат, как и по всему городскому округу — резко континентальный с длинной и суровой зимой (средняя температура января — около −40 °C) и коротким, но жарким летом (средняя температура июля — 19 °C). Характерны небольшое количество осадков в течение всего года (при этом большее количество осадков приходится на тёплое время года) и сухой воздух, особенно летом.

## История
В 1883 г. основано с. Кильдямцы в тридцати верстах от Якутска на берегу р. Кильдямки и озера Неджели. Население было якутское, предполагается не больше 150 человек. Жители разводили скот и занимались охотой. Позже село заселено скопцами из Тастахского селения Намского улуса.
В середине 19 века в местности Мардьай впервые поселились русские хлеборобы — пашенные крестьяне. Так появилось нынешнее село Кильдямцы.
С тех пор, больше ста лет, Тулагино-Кильдямские жители находятся в постоянном общении с русскими. Они научились у русских хлебопашеству, овладели культурными бытовыми навыками.
Наслег начал развиваться под влиянием более высокой культуры русских крестьян. Но и русские крестьяне подверглись, в свою очередь, якутскому влиянию: усвоили язык, освоили охоту, переняли зимнюю одежду и некоторые другие трудовые и бытовые навыки, необходимые человеку на Крайнем Севере. До революции основным занятием наслега было скотоводство и земледелие. Крупные собственники — хлеборобы и скотоводы, владевшие лучшими землями и орудиями сельхозтруда, эксплуатировали многочисленных батраков. Бедняцкая часть крестьян находилась в полной зависимости от них. Середняцкие хозяйства были натуральными и примитивными.
Сезонная рабочая сила кулакам доставлялась из г. Якутска. Дешевизна их наемного труда сильно обогащала Кильдямских богачей и снижала заработки наслега. Число коренных жителей наслега постепенно росло за счет оседавших здесь сезонных рабочих, которые постепенно переходили в крестьянские хозяйства.

## Население
| 2002 | 2010 | 2015 | 2021 |
| ---- | ---- | ---- | ---- |
| 325  | ↗673 | ↘662 | ↘291 |

## Инфраструктура
Школа в две группы открылась в 1913 году. Работала церковь на Кумахтаахе.
экономика
Животноводство (мясо-молочное скотоводство, мясное табунное коневодство), овощеводство, картофелеводство, производственный участок коллективного предприятия «Якутское»
культура, здравоохранение
Клуб, учреждения здравоохранения и торговли.

## Транспорт
Проходит автодорога регионального значения Якутск — Намцы (а/д «Нам», 98 ОП РЗ 98К-005)
С Якутска можно доехать на автобусном маршруте № 105 «Автовокзал — Кильдямцы» с городского автовокзала. Время в пути примерно 1 час 20 минут.